# East End Boys
East End Boys – drugi album studyjny niemieckiego duetu Lexy & K-Paul wydany 5 maja 2003 roku w Niemczech przez wytwórnię Low Spirit. Na albumie znajduje się 17 utworów, zaliczanych do muzyki elektronicznej – zaklasyfikować je można do nurtu muzyki electro.

## Lista utworów
1. Intro (0:33)
2. Come Together[1] (5:00)
3. Girls Get It First (3:32)
4. Let's Play (3:02)
5. Bleib Cool[2] (3:10)
6. Hoppla (0:43)
7. Der Fernsehturm (4:05)
8. Dancing (5:16)
9. East End Boys[3] (5:04)
10. Starbaby (5:19)
11. Robots Dancing (4:59)
12. We Like That[4] (4:07)
13. Talk To You (5:03)
14. Control (4:05)
15. Oder Beides[5] (4:46)
16. Have A Whistle, Have A Haito (1:18)
17. Ice Cream, Disco, TV, Show (3:29)

## Edycja limitowana
Poza podstawową, jednopłytową wersją krążka, do sprzedaży na trafiła również dwupłytowa edycja limitowana.

### CD1
1. Intro (0:33)
2. Come Together[1] (5:00)
3. Girls Get It First (3:32)
4. Let's Play (3:02)
5. Bleib Cool[2] (3:10)
6. Hoppla (0:43)
7. Der Fernsehturm (4:05)
8. Dancing (5:16)
9. East End Boys[3] (5:04)
10. Starbaby (5:19)
11. Robots Dancing (4:59)
12. We Like That[4] (4:07)
13. Talk To You (5:03)
14. Control (4:05)
15. Oder Beides[5] (4:46)
16. Have A Whistle, Have A Haito (1:18)
17. Ice Cream, Disco, TV, Show (3:29)

### CD2
1. The Greatest DJ (Elektro Rmx) (5:22)
2. Love Me Babe (5:06)
3. Starbaby (K.Paul Rmx) (4:42)
4. Robots Dancing (Trash Mo Pet Rmx) (4:28)

Let's Play (3:13) (Video)

## Płyta winylowa
Płyta, poza powyższymi wydawnictwami, wydana została również w Niemczech na dwóch płytach winylowych.
A1 Intro (0:33)
A2 Come Together (5:00)
A3 Girls Get It First (5:18)
A4 Ice, Cream, Disco, TV, Show (3:31)
B1 Robots Dancing (5:01)
B2 We Like That (5:18)
B3 Control (4:05)
C1 Dancing (4:05)
C2 East End Boys (5:04)
C3 Starbaby (5:25)
D1 Oder Beides (4:46)
D2 Talk To You (5:03)
D3 Bleib Cool (5:23)
D4 Der Fernsehturm (Acapella) (1:30)